# Daniel Baum
Daniel Baum (Buenos Aires, 26 de marzo de 1950) es un político argentino. Se desempeñó como diputado nacional por la provincia del Neuquén entre 1991 y 1995, como senador nacional por misma provincia entre 1995 y 2001, elegido por la tercera banca de la minoría, y como legislador provincial por tres períodos consecutivos entre 2007 y 2019. Anteriormente miembro del Partido Justicialista, desde 2015 pertenece al Partido Demócrata Cristiano.

## Biografía
Nació en Buenos Aires en 1950, radicándose en Cutral Co (provincia del Neuquén). Estudió en la entonces Universidad Provincial de Neuquén, donde fue presidente del centro de estudiantes en 1970. De 1975 a 1976 fue presidente del consejo directivo del Sindicato de Empleados Públicos Provinciales de Neuquén. Entre 1982 y 1987 fue presidente del Consejo de Administración de la Cooperativa de la Vivienda Interior Neuquino, con sede en Cutral Co.
En el ámbito partidario, se afilió al Partido Justicialista (PJ). Fue congresal nacional entre 1983 y 1996, consejero nacional (1996-2000) y presidente del consejo provincial del PJ de Neuquén entre 1993 y 1995. Además, en las elecciones presidenciales de 1989 fue elector nacional de presidente y vicepresidente. En el ámbito social, fue presidente del Club Social y Deportivo Alianza de Cutral Co entre 1990 y 1991.
En las elecciones legislativas de 1991, fue elegido diputado nacional por Neuquén, con mandato hasta 1995. Allí fue vicepresidente segundo de la comisión de Relaciones Exteriores. Además, fue elegido convencional constituyente para la reforma constitucional de 1994, siendo vocal en la comisión de Coincidencias Básicas.
En las elecciones al Senado de 1995, fue elegido senador nacional por Neuquén, para la tercera banca de la minoría instaurada tras la reforma constitucional del año anterior. Su mandato finalizó en 2001. Fue presidente de la comisión de Integración y del grupo parlamentario de amistad con Panamá. Además, integró el Parlamento Latinoamericano, presidiendo la comisión de Asuntos Subregionales, Provinciales, Estaduales y Municipales. En el Senado, hacia 2001 era presidente de la comisión de Combustibles; secretario en la comisión de Transportes; y vocal en las comisiones de Presupuesto y Hacienda; de Educación; de Relaciones Internacionales Parlamentarias; de Turismo; de Ciencia y Tecnología; del Fondo Nacional de Incentivo Docente; y en la comisión parlamentaria conjunta argentino-chilena.
En febrero de 2002, fue designado subsecretario de Relaciones Institucionales del Ministerio de Relaciones Exteriores, Comercio Internacional y Culto de la Nación, por el presidente Eduardo Duhalde y bajo el canciller Carlos Ruckauf.
En las elecciones provinciales de 2007, fue elegido a la Legislatura de la Provincia del Neuquén, por Servicio y Comunidad, partido que confirmó el año anterior para apoyar la candidatura a la presidencia de Jorge Sobisch y la fórmula a la gobernación del Movimiento Popular Neuquino, encabezada por Jorge Sapag. Fue reelegido diputado en 2011 por Unión Popular (UP), siendo presidente de la comisión de Hacienda y Presupuesto. En 2015, abandonó el bloque de UP al adherir al Partido Demócrata Cristiano (PDC) y, en las elecciones de 2015, renovó su banca con mandato hasta 2019, apoyando al Nuevo Compromiso Neuquino, que llevó como candidato a gobernador al radical Horacio «Pechi» Quiroga.
En las elecciones provinciales de 2019, acompañó al exgobernador Jorge Sobisch como candidato a vicegobernador de Neuquén por la Democracia Cristiana. La fórmula quedó en el cuarto lugar, con el 9,86 % de los votos. En 2021, fue candidato a la convención provincial del PDC de Neuquén.

## Publicaciones
- Protagonismo parlamentario (1998).[12]
- Energía y Globalización (2001).[12]
- Latino América en la era del Continentalismo (2001).[12]
- Ideas para Neuquén (2011).[12]
- ¿Vaca Muerta o Vaca Viva? De Menem a Chevron (2014).[12]